# Point Pinos Lighthouse
Point Pinos Lighthouse ist der zweitälteste und zugleich der am längsten dauerhaft in Betrieb befindliche Leuchtturm an der kalifornischen Pazifikküste. Das bei Pacific Grove gelegene Schifffahrtszeichen wurde im Februar 1855 in Betrieb genommen und dient seither als Navigationshilfe am südlichen und durch seine Felsen besonders gefährlichen Eingang der Bucht von Monterey. Besondere Bekanntheit erlangte der Leuchtturm unter anderem durch die Tatsache, dass zwei seiner Wärter Frauen waren.

## Lage und Bedeutung für die Schifffahrt

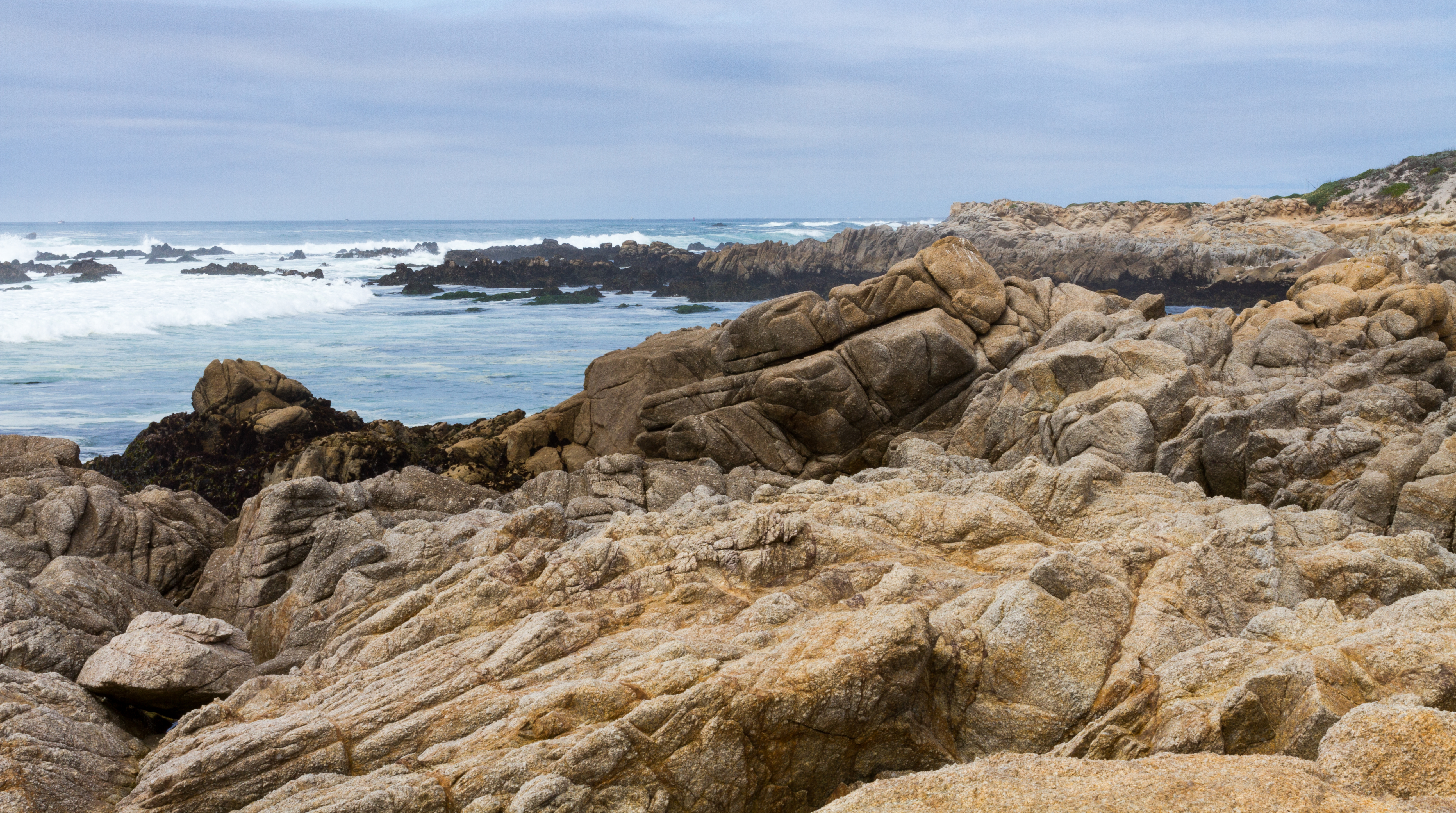
Felsenküste nahe Point Pinos Lighthouse

Point Pinos Lighthouse liegt an der zentralen Küste Kaliforniens, rund 120 km südlich von San Francisco, auf der Halbinsel von Monterey. Mit dem Fall des ehemals mexikanischen Territoriums von Alta California an die Vereinigten Staaten im Jahr 1848 und dem im selben Jahr einsetzenden kalifornischen Goldrausch kam der Sicherung der Schifffahrtslinien an der amerikanischen Pazifikküste eine steigende Bedeutung zu. Der rasante Anstieg des Schiffsverkehrs, verbunden mit der felsenreichen Küste am südlichen Eingang der Bucht von Monterey führten zu dem Beschluss der amerikanischen Regierung, an der Spitze der Halbinsel von Monterey einen Leuchtturm zu errichten. Der Leuchtturm von Point Pinos liegt rund 400 Meter landeinwärts von der Spitze der Halbinsel und ist heute von dem Golfplatz von Pacific Grove umrahmt.

## Planung, Bau und Inbetriebnahme

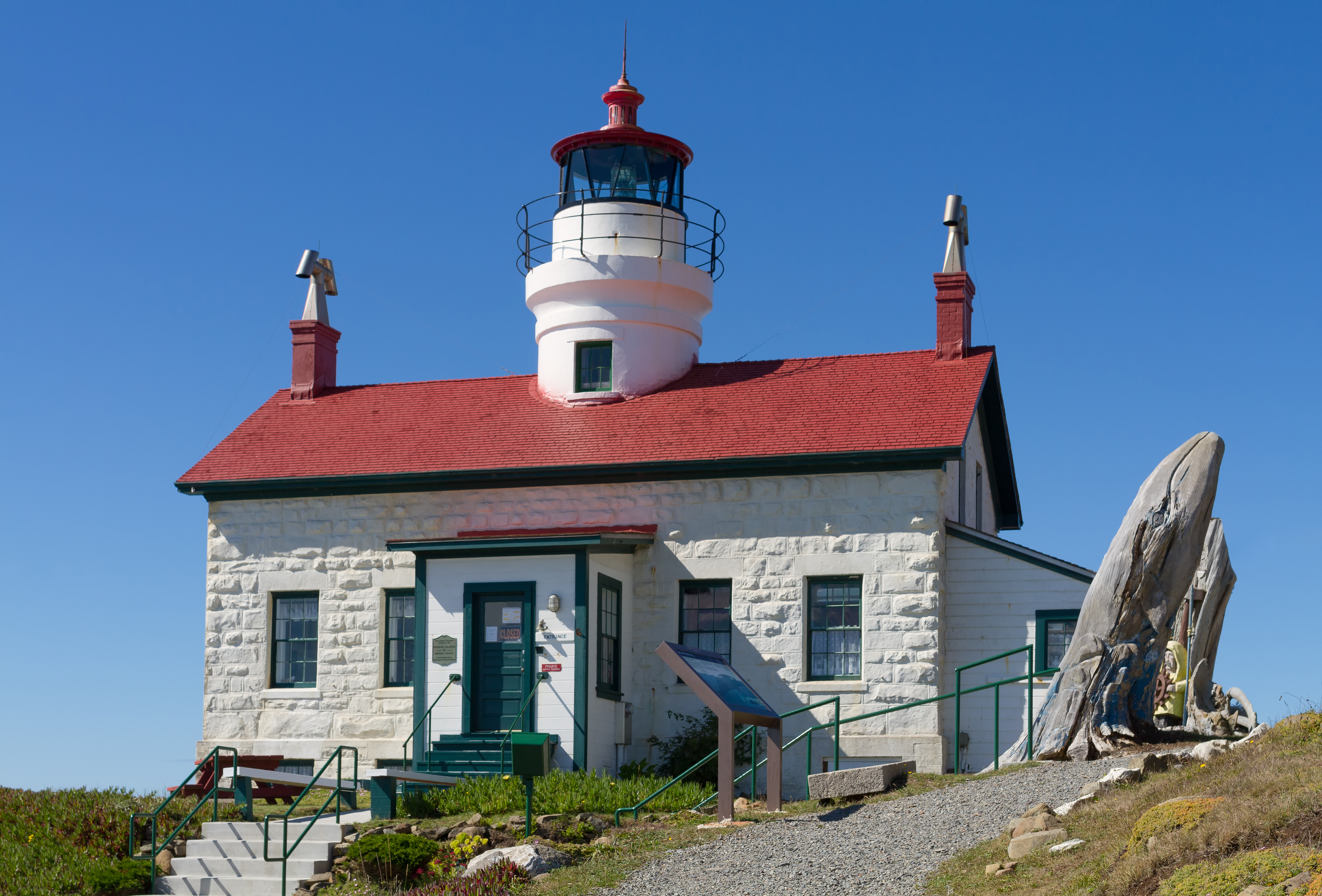
Battery Point Lighthouse bei Crescent City stellt in seinem architektonischen Stil eine andere Variante des auch bei Point Pinos Lighthouse zu Grunde liegenden „New England plan“ dar.

Für den Bau von Point Pinos Light standen drei unterschiedliche Standorte zur Verfügung. Erste Vermessungen fanden im Jahr 1851 statt. Die möglichen Standorte unterschieden sich durch ihre Nähe zur Küstenlinie. Ein direkt auf den Felsen im Wasser gelegener Bauplatz wurde vermutlich deshalb verworfen, weil der Leuchtturm bei Flut vom Land abgeschnitten und zudem von Stürmen bedroht gewesen wäre. Ein Standort in den Dünen schied aufgrund der ungünstigen Bodenverhältnisse aus. Deshalb fiel die Wahl schließlich auf den heutigen Standort, der etwas erhöht weiter landeinwärts gelegen ist und vor dem Bau des Leuchtturms von seinem Baumbewuchs befreit werden musste.
Der Bau des Leuchtturms fand in den Jahren 1853 und 1854 statt. Point Pinos Lighthouse ist in dem auch bei anderen Leuchttürmen der amerikanischen Pazifikküste angewandten „New England plan“ gebaut. Anders als bei Leuchttürmen, bei denen das Wohnhaus der Wärter von dem Turm getrennt ist, ragt der Turm bei diesem Bauplan mittig aus dem Wohnhaus heraus. Die Anlage umfasst zwei Stockwerke, wobei der Laternenraum über eine Wendeltreppe in der Mitte des Gebäudes erreicht werden kann. Nachdem sich die Lieferung der ursprünglich für Point Pinos Lighthouse bestimmten Fresnel-Linse zweiter Ordnung verspätete, wurde stattdessen eine Linse dritter Ordnung verbaut, die ursprünglich für den Leuchtturm von Fort Point bestimmt war.
Die Inbetriebnahme von Point Pinos Lighthouse fand am 1. Februar 1855 statt. Damit ist Point Pinos nach Alcatraz Island Light der zweitälteste Leuchtturm Kaliforniens.

## Frauen als Leuchtturmwärter von Point Pinos Lighthouse

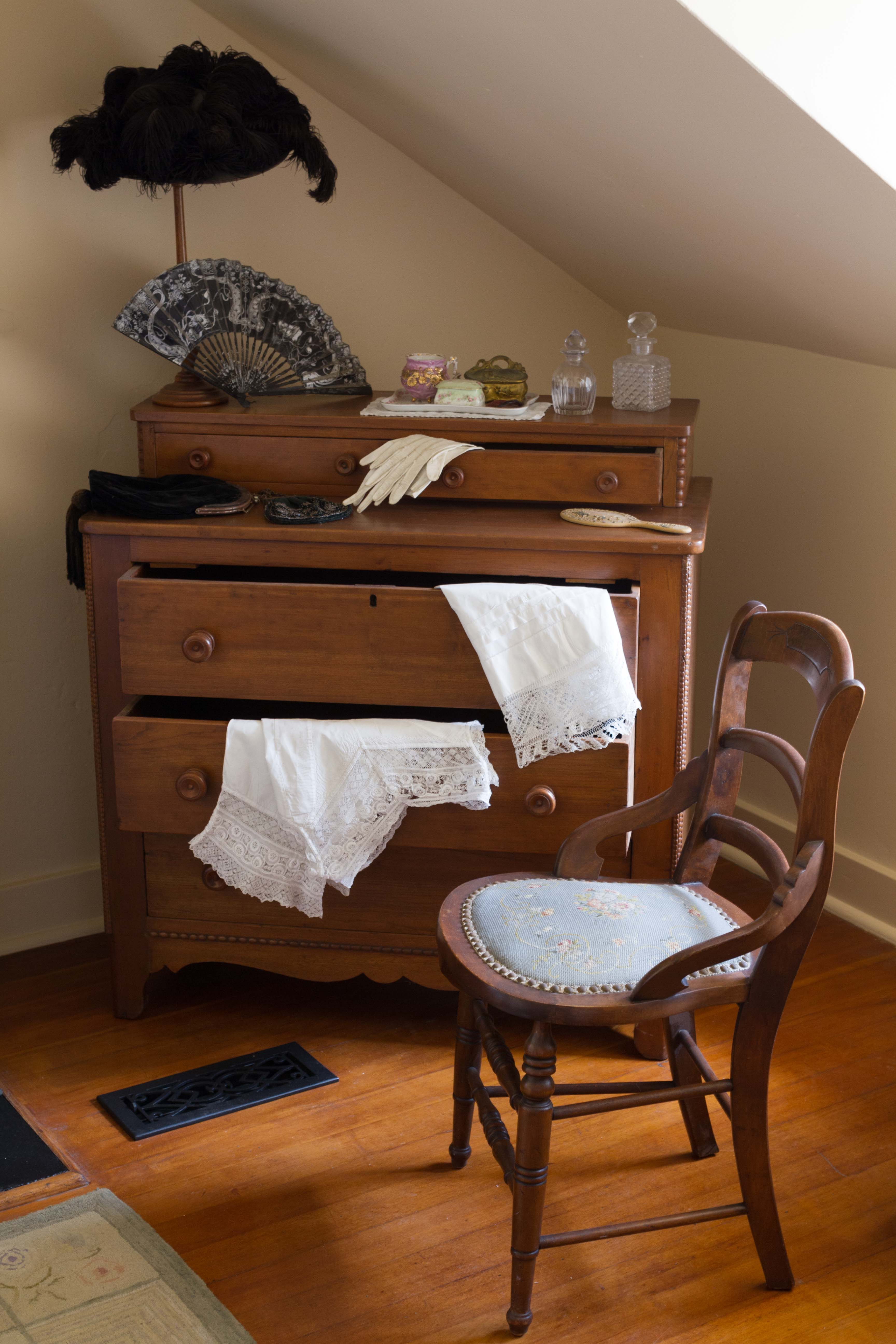
Blick in das Schlafzimmer des Leuchtturmwärters von Point Pinos Lighthouse mit Einrichtungsgegenständen und Kleidungsstücken aus dem Besitz von Emily Fish.

Charlotte Layton war die erste Frau, die vom United States Lighthouse Board offiziell als Leuchtturmwärterin angestellt wurde. Sie kam mit ihrem Mann Charles im Jahr 1855 nach Pacific Grove, wo dieser zum ersten Leuchtturmwärter von Point Pinos bestellt worden war. Nachdem ihr Ehemann bereits wenige Monate nach seinem Dienstantritt bei der Verfolgung eines Mörders erschossen worden war, wurde sie zu seiner Nachfolgerin im Amt des Leuchtturmwärters bestellt. Layton erhielt für ihren Dienst ein Jahresgehalt von 1000 Dollar und damit auch mehr als George Harris, der als Hilfsleuchtturmwärter Layton unterstellt war und 800 Dollar verdiente. Dass Layton überhaupt als Leuchtturmwärterin angestellt wurde, ist vermutlich darauf zurückzuführen, dass Männer in jenen Jahren des kalifornischen Goldrausches die Goldsuche einer anderen Arbeit vorzogen und sich für Frauen deshalb neue Möglichkeiten der Anstellung eröffneten. Im Jahr 1860 heirateten Charlotte Layton und George Harris. Obwohl es zu jener Zeit möglich war, dass ein Mann einer Frau unterstellt war, tauschten beide nach der Hochzeit ihre Rollen und George versah fortan das Amt des head keepers.
Eine der Nachfolgerinnen von Charlotte Layton war Emily Fish, die ihren Dienst ebenfalls im Leuchtturm von Point Pinos versah. Fish trat ihr Amt im Jahr 1893 und damit rund 30 Jahre nach Layton an. Sie gilt als die „berühmteste Leuchtturmwärterin Kaliforniens“ und ging 1914, nach mehr als zwanzigjährigem Dienst, in den Ruhestand. In der Literatur wird Fish auch als „socialite keeper“ bezeichnet (einer nur schwer ins Deutsche übersetzbaren Mischung aus „Dame der Gesellschaft“ und „Leuchtturmwärter“). Dies geht darauf zurück, dass Fish zusammen mit ihrem chinesischen Diener Que zahlreiche Gäste bewirtete und den Leuchtturm von Point Pinos – untypisch für Gebäude jener Art – mit wertvollen Möbelstücken, feinem Porzellan, Silber und ledergebundenen Büchern ausstattete.